# 基姆薩查塔山 (卡蘭加斯縣)
基姆薩查塔山（Kimsa Chata），是玻利維亞的山峰，位於該國西部奧魯羅省卡兰加斯县，處於烏魯烏魯湖以西，屬於安第斯山脈的一部分，海拔高度4,648米。